# خودرو
خودرو یا اتومبیل (به فرانسوی: Automobile)، به وسیلهٔ نقلیهٔ چرخ‌داری گفته می‌شود که نیروی پویشی خود را از موتور به‌دست می‌آورد.
نیکلاس جوزف کونیو فرانسوی در سال ۱۷۶۹، نخستین خودروی دارای موتور بخار را ساخت. امروزه خودرو در زندگی انسان نقش بسزایی دارد و بیشترین کاربرد خودرو در زمینهٔ ترابری می‌باشد. صنعت خودروسازی بزرگترین صنعت تولیدی جهان است به‌طوری‌که شرکت خودروسازی فولکس‌واگن در سال ۲۰۱۹ در هر ثانیه ۹۲۰۲٫۸۸ دلار درآمد داشته‌است.
خودروها دارای کنترل‌هایی برای رانندگی، پارک‌کردن، راحتی سرنشینان و روشنایی هستند. در طول دهه‌ها، ویژگی‌ها و کنترل‌های بیشتری نیز افزوده شده‌اند که آن‌ها را به تدریج پیچیده‌تر کرده است. این‌ها شامل دوربین‌های دنده‌عقب، تهویه مطبوع، سیستم‌های ناوبری و سرگرمی‌های درون خودرو می‌شود. ایمنی خودروها نیز از بخش‌های اصلی دیزاین آنان است. بیشتر خودروها در دهه ۲۰۲۰ میلادی توسط یک موتور احتراق درونی با سوخت‌های فسیلی، حرکت می‌کنند. خودروهای برقی که در نخستین دوره تاریخ خودرو اختراع شدند، در دهه ۲۰۰۰ میلادی به صورت تجاری در دسترس مردم قرار گرفتند و پیش‌بینی شده بود که پیش از سال ۲۰۲۵، هزینه خریدشان کمتر از خودروهای بنزینی شود.

## تاریخچه

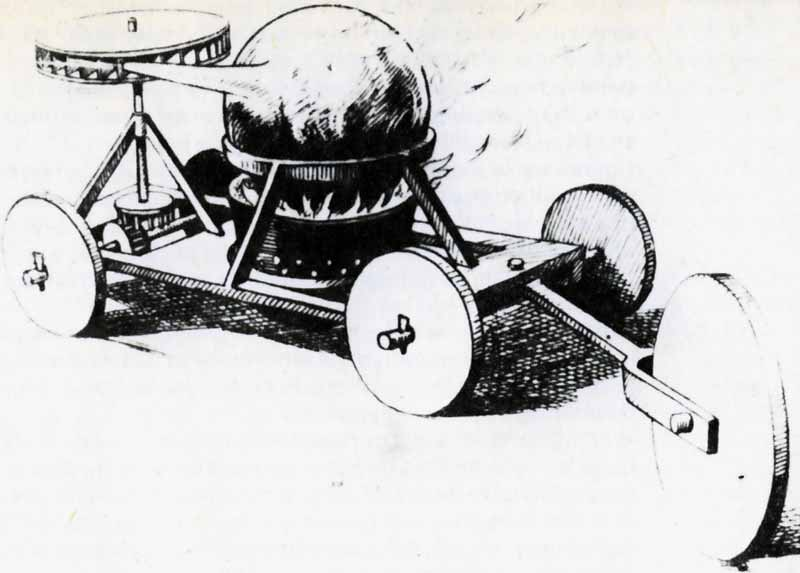
نخستین وسیله متحرک ساخت فردیناند فربیست ۱۶۷۸

شاید بتوان نخستین ایده مکتوب در مورد وسیله نقلیه‌ای را که بدون نیروی انسان یا جانوران قادر به حرکت باشد، در کتاب ایلیاد اثر هومر، شاعر یونانی یافت. در بخشی از رمان ایلیاد هفاستوس (خدای آتش و فلزکاری) یک سه‌چرخه متحرک می‌سازد و از آن برای جابه‌جایی استفاده می‌کند. اما در جهان واقع، این وسیله برای نخستین بار در سال ۱۶۷۸ توسط پدر فردیناند فربیست مبلغ مسیحی بلژیکی در چین طراحی و ساخته شد که توسط فشار بخار کار می‌کرد. این خودرو اولیه ۶۵ سانتی‌متر طول داشت و به‌عنوان وسیله سرگرمی برای امپراتور چین ساخته شده بود. نخستین خودرو واقعی با نیروی بخار که برای جابه‌جایی انسان و بار به‌کار گرفته شد در سال ۱۷۶۷ توسط نیکل ژوزف کان فرانسوی طراحی و ساخته شد. خودروی کان می‌توانست ۴ تن بار به همراه ۲ خدمه را با سرعت ۷/۸ کیلومتر بر ساعت به حرکت درآورد. نخستین تصادف خودرویی جهان نیز با این خودرو در سال ۱۷۷۱ اتفاق افتاد. 

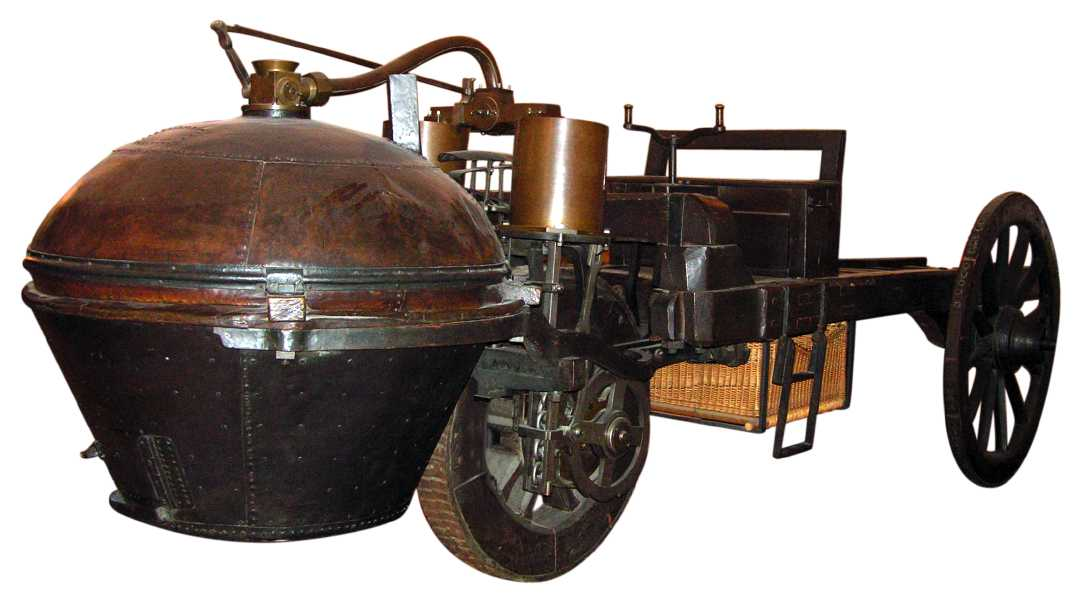
نخستین خودرو بخار قابل استفاده ۱۷۶۷میلادی

موتور احتراقی در سال ۱۸۶۰ میلادی به‌وسیله یک فرد بلژیکی به نام اتین لونوار اختراع شد. پس از آن، روند تکامل صنعت خودروسازی تداوم یافت و در میان سال‌های ۱۸۶۰ تا ۱۸۷۰ میلادی در اروپا اختراعات مختلفی به وسیله چند تن از مهندسان انجام گرفت.
سال ۱۸۸۶ به عنوان سال تولد خودروهای مدرن امروزی شناخته می‌شود.
 کارل بنز مخترع آلمانی در سال ۱۸۸۶ بنز پتنت-موتورواگن را عرضه نمود. از سال ۱۹۰۸ که فورد مدل تی توسط هنری فورد طراحی و ساخته شد، به‌سرعت کالسکه‌ها جای خود را به خودروهای موتوری دادند.
نخستین خودرو با موتور برون‌سوز یک موتور کوچک بود که بر روی یک گاری کوچک نصب شد. این خودرو را زیگفرد مارکوس در سال ۱۸۷۴ میلادی در شهر وین ساخت. موتور این وسیله نقلیه، موتور بخاری یا موتور برون‌سوز نام گرفت. اما به‌تدریج موتورهای برون‌سوز تبدیل به موتورهای درون‌سوز گردیدند. در موتورهای درون‌سوز، مخلوط هوا و گاز در داخل سیلندر به وسیله جرقه محترق می‌گردد و حاصل این احتراق باعث ایجاد نیرو و در نهایت به حرکت درآوردن خودرو می‌شود.
 نخستین نمونه موتور درون‌سوز را یک مهندس آلمانی به نام نیکلاس اتو ساخت. موتورهای امروزی، در حقیقت نمونه تکامل‌یافته این موتور محسوب می‌شوند.

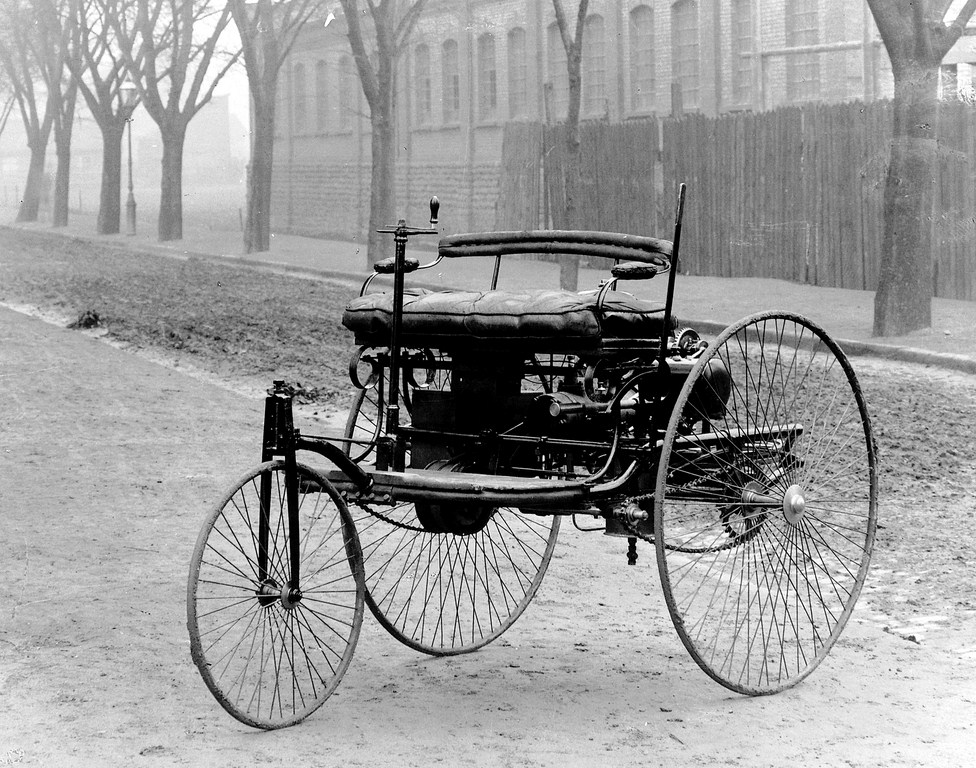
نخستین خودرو با موتور احتراقی بنز ۱۸۸۵

اما اختراع خودرو به کارل بنز نسبت داده می‌شود. او در سال ۱۸۸۵ موفق به ساخت نخستین خودرو با موتور احتراقی گردید. در سال ۱۸۸۸ برتا بنز همسر کارل بنز، نخستین سفر خودرویی را با خودرو سه چرخ ساخت بنز انجام داد. در این سفر او فاصله ۱۰۶ کیلومتری مانهایم تا فورتزهایم را برای برگرداندن فرزندانش ریچارد و یوگن به صورت رفت و برگشت طی کرد. او دلیل این سفر را دیدار مادرش در فورتزهایم ذکر کرد اما در حقیقت هدف او از این سفر نشان دادن توانایی‌های خودرو بود.
درعین‌حال هنری‌فورد، برای نخستین بار خودروهای با موتور احتراقی را انبوه‌سازی کرد و خودروهای تولیدی خود را، فورد نامید. هنری فورد در سال ۱۸۹۱ یک موتور کوچک گازوئیلی طراحی کرد و سه سال بعد، یک ماشین گازوئیلی ساخت که به نام کیس ازدواج بدون اسب شناخته می‌شود. ۵ سال بعد، هنری فورد طراحی ماشین‌های موسوم به مدل A و مدل T را آغاز کرد. او سرانجام توانست خط تولید و مونتاژ این خودروها را توسعه دهد تا تولید ماشین‌ها سریع‌تر و اقتصادی‌تر شود. مدل T خودرویی بود که در همه جای آمریکا به‌راحتی استفاده می‌شد و موتورش آن‌قدر قوی بود که در زمین‌های ناهموار به راحتی حرکت می‌کرد. این خودرو، به سادگی تعمیر می‌شد و حتی یک کشاورز با کمی دقت می‌توانست قطعات معیوب آن را عوض کند. قیمت این خودرو در آن زمان، ۸۵۰ دلار بود. این قیمت اگرچه نسبت به درآمد مردمان عادی، قیمت بالایی محسوب می‌شد، اما نسبت به خودروهای زمان خودش بسیار ارزان بود.

شمار خودرو موجود کشور به ازای هر ۱۰۰۰ نفر

در سال ۲۰۱۰ شمار خودروهای فعال در سراسر جهان از رقم ۱ میلیارد خودرو عبور کرد، که نسبت به سال ۱۹۸۶ که شمار آن‌ها ۵۰۰ میلیون دستگاه بود، به میزان دو برابر افزایش داشته‌است. روند تولید خودروها روندی افزایشی است که بیشترین نرخ رشد خودرو مربوط به کشورهای چین، هند و سایر کشورهای تازه صنعتی‌شده می‌باشد.
گاه‌شمار تحولات اساسی خودرو:
- سال ۱۷۶۷ میلادی: ساخت نخستین وسیله نقلیه خودرویی قابل استفاده توسط کان
- سال ۱۸۷۶ میلادی: ساخت موتور چهارزمانه توسط اتو و لانگن
- سال ۱۸۸۳ میلادی: ساخت موتور کاربراتوردار با دور زیاد توسط دایملر
- سال ۱۸۸۴میلادی: ساخت نخستین موتورسیکلت با قدرت ۲/۱ اسب بخار توسط دایملر
- سال ۱۸۸۵ میلادی:ساخت خودرو سه چرخه با دستگاه اشتعال برقی توسط بنز
- سال ۱۸۹۳ میلادی: ساخت کاربراتور رودلف دیزل
- سال ۱۹۰۰ میلادی: طراحی ساختمان کلی خودرو به نحوی که امروزه هم رایج است.
- سال ۱۹۲۴ میلادی: ساخت یک خودرو با استفاده از موتور دیزل توسط کارخانه بنز
- سال ۱۹۵۷ میلادی: ساخت موتور وانکل

## ساختمان خودروها

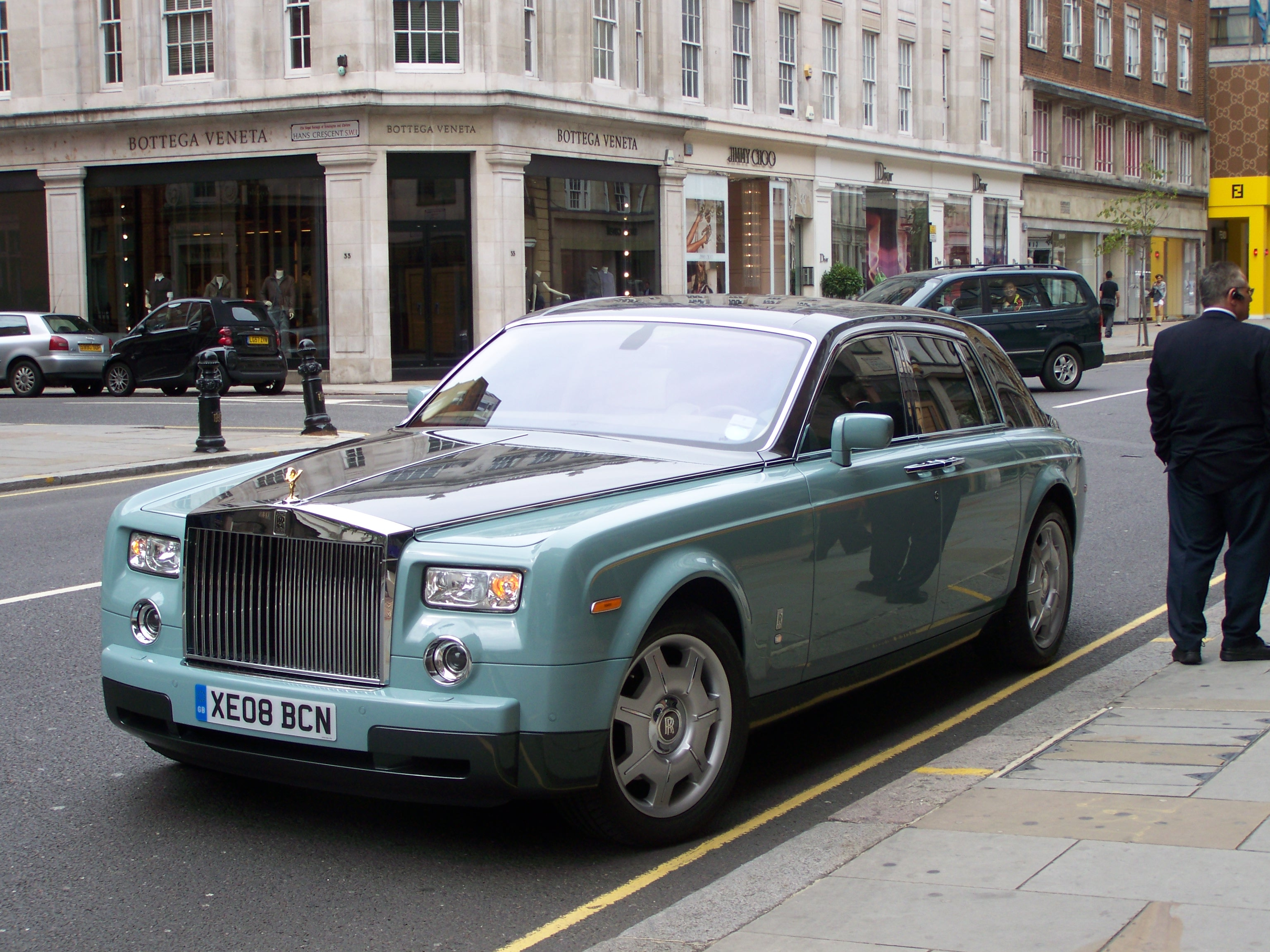
رولز رویس فانتوم ۲۰۰۸

هر خودرو را می‌توان به هفت بخش کلی تقسیم کرد که عبارت‌اند از:
۱- سامانه مولد قدرت (موتور): در این واحد، انرژی شیمیایی بنزین با احتراق به انرژی مکانیکی تبدیل می‌شود.

نحوه کارکرد موتور احتراقی درون‌سوز به این صورت است که با پاشیده‌شدن سوخت به واسطه سوپاپ‌های درون سیلندرها، و محترق شدن سوخت، انرژی شیمیایی سوخت به انرژی حرکتی تبدیل می‌شود. دود حاصل از احتراق سوخت نیز از طریق سوپاپ‌ها از موتور خارج می‌شود و در نهایت توسط اگزوز از خودرو خارج می‌شود. در یک موتور در حدود ۱۲۰ تا ۱۵۰ قطعهٔ متحرک وجود دارد که همه نیاز به روغن‌کاری دارند. با توجه به درست کار کردن سامانه روغن‌کاری، باز هم عمر مفید یک خودرو ۸ سال کار کردن یا پیمودن ۱۵۰۰۰۰ کیلومتر راه است. در حقیقت، عملکرد موتور چهار مرحله است که توضیح مختصر آنها عبارتند از:
1. در مرحله اول، سوپاپِ ورود هوا، باز شده و با حرکت رو به پایین پیستون، مخلوط هوا و سوخت وارد سیلندر می‌شود.
2. در مرحله دوم، سوپاپ‌ها بسته شده و با حرکت رو به بالای پیستون، مخلوط هوا و سوخت به شدت فشرده می‌شود.
3. وقتی که پیستون به بالاترین سطح خود رسید، با جرقه زدن شمع، احتراق انجام می‌شود و نیروی حاصل از احتراق، پیستون را با فشار بسیار بالا به پایین هدایت می‌کند.

۴. در مرحله آخر نیز سوپاپ خروجی باز شده و با حرکت رو به بالای پیستون، همه گازهای حاصل از احتراق، از سیلندر خارج می‌شوند. این چرخه چهار مرحله‌ای، به سرعت در موتور تکرار شده و موتور روشن می‌شود. گفتنی است، در خودروها، برای افزایش توان خروجی، از موتورهای ۴، ۶، ۸ یا ۱۲ سیلندر استفاده می‌شود.
۲- سامانه انتقال قدرت: این مجموعه وظیفه دارد قدرت تولیدی موتور را به چرخ‌ها انتقال دهد که شامل گیربکس یا مبدل گشتاور و سرعت، و کلاچ می‌باشد.
۳- سامانه تعلیق و فنربندی: در خودروهای جدید دستگاه فنربندی در هر دقیقه بیش از ۱۰۰۰ تا ۱۲۰۰ بار نوسان می‌کند تا اتاق و شاسی، سرنشینان را در معرض ضربه‌های ناشی از ناهمواری‌های جاده قرار ندهند.
۴- سامانه چرخ‌بندی و ترمزها: به‌طور متوسط در هر ۹۰٫۰۰۰ کیلومتر مسافت پیموده شده یا هر شش سال کار خودرو هر چرخ حدود ۹۵ میلیون بار می‌چرخد.
۵- سامانه بدنه و شاسی: بدنهٔ خودروهای جدید به‌شکلی ساخته می‌شود که بتواند همه قطعات را نگهداری کند. در هر بدنهٔ خودرو حدود ۴۰ متر مربع ورق فولادی به کار می‌رود که ضخامت آن ۰/۴ تا ۱/۲ می‌باشد.
۶- سامانه هدایت و فرمان: نیروی متوسطی که لازم است تا بتوان خودرو را در یک پیچ معمولی هدایت کرد میان ۵ تا ۱۰ کیلوژول می‌باشد اما سامانه‌های جدید فرمان این نیرو را به حدود ۳۰ ژول کاهش داده‌است.
۷- سامانه برق‌رسانی: از باتری‌های ۶، ۱۲، ۲۴ ولتی برای راه‌اندازی و روشن کردن موتور استفاده می‌شود. سامانه جرقه‌زنی را تا ۳۰٫۰۰۰ ولت افزایش داده و برای جرقه‌زنی موتور آماده می‌کند. در این گروه همچنین چراغ‌های روشنایی و علایم و برف‌پاک‌کن‌ها، بخاری، کولر، رادیو و دیگر وسایل الکتریکی نصب شده‌است.

## روش کار
خودروهای امروزی برای تولید قدرت از سوخت‌های فسیلی بهره می‌برند. این خودروها همگی دارای موتورهای درون‌سوز هستند که با سوزاندن بنزین، گازوئیل یا گاز طبیعی انرژی ذخیره شده در این سوخت‌ها را به شکل انرژی جنبشی قابل استفاده درمی‌آورند. (این کار در موتور خودرو انجام می‌شود).
توان تولید شده در موتور خودرو به واسطه سامانه انتقال نیرو از موتور خودرو به چرخ‌های آن منتقل می‌شود. در واقع چرخ‌های خودرو عامل ارتباط خودرو با زمین و به وجود آورنده حرکت خودرو است. آنگاه حرکت تولید شده به وسیله انسان، یا برای جابه‌جایی یا برای کشیدن وسیله دیگری مورد استفاده قرار می‌گیرد.

## خودروی پرنده
خودروی پرنده را یک شرکت فرانسوی طراحی نموده‌است. این خودرو پرنده که پگاس نام دارد می‌تواند تا ارتفاع ۳ هزار متری سطح زمین پرواز کند. ارتش فرانسه از تولید این خودرو استقبال کرده و برای تولید هر دستگاه ۶۰ هزار یورو سرمایه‌گذاری می‌کند. این خودرو توسط شرکت ویلون ساخته می‌شود و برای به پرواز درآمدن و به زمین نشستن به یکصد متر باند نیاز دارد و می‌تواند با سرعتی معادل ۸۰ کیلومتر در ساعت در آسمان به حرکت درآید. همچنین در سطح زمین می‌تواند با سرعتی معادل یکصد کیلومتر در ساعت حرکت کند و میزان ذخیره سوخت آن برای پرواز به مدت ۳ ساعت کافی است.
طراح این خودرو که از سال ۲۰۰۸ بر روی این طرح کار می‌کند هدف از ساخت آن را تغییر کاربری سریع برای حرکت در زمین و آسمان اعلام کرده‌است، زیرا این خودرو به خاطر سبکی قادر است در اندک زمان ممکن از حرکت در آسمان به حرکت در سطح زمین و بالعکس مبادرت کند. ابراز امیدواری کرد که پس از پشت سر گذاردن مراحل آزمایشی، این خودرو در مرحله تولید انبوه با قیمتی معادل صد هزار یورو وارد بازار شود.

## خودروی برقی
خودرو برقی به خودروی می‌گویند که از باتری جهت نیروی محرکه به‌جای موتور درون‌سوز استفاده می‌کند.
نخستین خودروهای برقی در قرن نوزدهم ظاهر شدند. تولید این‌گونه خودروها با تولید انبوه خودرو احتراقی دچار افت شدید گردید. اما برخی خودروهای برقی همانند تسلا رودستر (یک خودروی لوکس برقی) و جنرال موتورز ای‌وی-۱ موفقیت‌آمیز بوده‌اند.

### برخی از نمونه‌های خودروی برقی
خودروی تماماً الکتریکی تسلا مدل اس، سریع‌ترین خودروی سدانی است که تاکنون در آمریکا ساخته شده‌است. جالب است بدانید که ۰ تا ۱۰۰ نسخه p100d این خودرو (سریع‌ترین نسخه) چیزی در حدود ۲٫۴ ثانیه است. قدرت موتور این خودرو پس از فیس لیفت سال ۲۰۱۶ به ۷۵۱ اسب بخار رسید. در تسلا مدل اس که از بدنه‌ای آلومینیومی ساخته شده‌است، یک موتور الکتریکی ۱۶٬۰۰۰ دور بر دقیقه با گشتاور ۶۰۰ نیوتن-متر به‌کار رفته‌است. این موتور توسط شمار بسیار زیادی از پکیج‌های باتری متشکل از ۷٬۰۰۰ سلول لیتیم ـ یون که در کف خودرو جاسازی شده‌اند، به چرخش درمی‌آید و نکته قابل‌توجه همین باتری‌ها هستند که وزنی در حدود ۴۵۵ کیلوگرم دارند. باتری‌ها در هر شکل و اندازه‌ای می‌توانند باشند. شارژ باتری‌های این خودرو از طریق شارژرهای ۱۱۰ ولت یا ۲۲۰ ولت خانگی به راحتی امکان‌پذیر است.

## خودروهای هیبریدی
خودروهای هیبریدی یا همان خودروهای چند نیرویی خودروهایی هستند که نیروی لازم برای حرکت را از ترکیب دو یا چند منبع مجزا تأمین می‌کنند.
فهرست کامل منابع خودروهای هیبریدی:
- زغال‌سنگ، چوب یا دیگر سوخت‌های جامد
- گاز طبیعی مایع یا فشرده، بنزین یا دیزل
- با استفاده از نیروی انسان مثل پدال یا پارو
- میدان‌های الکترومغناطیسی، امواج رادیویی
- باتری‌های الکتریکی، خازن‌ها
- الکتریسیته هوایی
- جمع‌کننده هیدرولیکی
- هیدروژن
- چرخ طیار
- انرژی خورشیدی
- باد

خودروهای هیبریدی به دو دسته خودروهای هیبریدی سری و خودروهای هیبریدی موازی تقسیم می‌شوند. در خودروهای هیبریدی سری موتور درون‌سوز به‌طور مستقیم به چرخ‌ها متصل نمی‌باشد و تنها وظیفه آن شارژ باتری خودرو می‌باشد و این موتورهای الکتریکی هستند که نیروی لازم برای حرکت خودرو را تأمین می‌کنند. در خودروهای هیبریدی موازی، موتور درون‌سوز به صورت همزمان و موازی با موتور الکتریکی نیروی لازم برای حرکت خودرو را تأمین می‌کنند. به عبارت دیگر هر دو موتور درون‌سوز و الکتریکی به چرخ‌ها متصل می‌باشند.
مهم‌ترین مزیت خودروهای هیبریدی مصرف سوخت پایین و در نتیجه آلایندگی کمتر می‌باشد که باعث شده این خودروها به خودروهای سبز نیز شهرت پیدا کنند.

## کاربرد خودرو
کاربرد خودروها در زندگی امروزه بشر بسیار متنوع و بسیار گسترده‌است به‌طوری‌که اگر خودروها را از زندگی روزمره حذف کنیم شاید تمدن بشری دیگر به شکل کنونی وجود نداشته باشد. عمده فعالیت خودروها در زمینه‌های زیر است:
- ترابری:

واژه ترابری خود گویای فعالیت انجام شده توسط خودروها است. چرا که قسمت اعظم مواد و اشیاء انسان‌ها نیز خود بخش وسیعی از ترابری را شامل می‌شود.
- تولید توان کششی:

کاربرد دیگر خودروها در تولید توان کششی است که در بخش‌هایی مثل کشاورزی یا صنعت یا خدمات مورد استفاده قرار می‌گیرد. این کاربرد می‌تواند در قالب یک تراکتور کشاورزی یا یک لیفت‌تراک و یدک‌کش یا یک ماشین راهسازی جلوه گر شود.

## تولیدکنندگان جهانی
| بزرگ‌ترین سازندگان خودرو جهان بر حسب تولید در سال ۲۰۰۶ |                   |                   |                   |                   |                   |                   |                   |                   |                   |                   |                   |                   |                   |                   |                   |                   |                   |                   |                   |         |         |         |         |         |         |         |         |         |         |         |         |         |         |         |         |         |         |         |         |         |         |         |         |         |              |              |              |              |              |              |              |              |              |              |              |              |              |              |              |              |              |              |              |              |              |              |              |              |              |                |                |                |                |                |                |                |                |                |                |                |                |                |                |                |                |                |                |                |                |                |                |                |                |                |        |        |        |        |        |        |        |        |        |        |        |        |        |        |        |        |        |        |        |        |        |        |        |        |        |
| شمار کل تولید شده (بر حسب ۱۰۰۰ دستگاه) |                   |                   |                   |                   |                   |                   |                   |                   |                   |                   |                   |                   |                   |                   |                   |                   |                   |                   |                   |         |         |         |         |         |         |         |         |         |         |         |         |         |         |         |         |         |         |         |         |         |         |         |         |         |              |              |              |              |              |              |              |              |              |              |              |              |              |              |              |              |              |              |              |              |              |              |              |              |              |                |                |                |                |                |                |                |                |                |                |                |                |                |                |                |                |                |                |                |                |                |                |                |                |                |        |        |        |        |        |        |        |        |        |        |        |        |        |        |        |        |        |        |        |        |        |        |        |        |        |
| گروه سازنده | گروه سازنده       | گروه سازنده       | گروه سازنده       | گروه سازنده       | گروه سازنده       | گروه سازنده       | گروه سازنده       | گروه سازنده       | گروه سازنده       | گروه سازنده       | گروه سازنده       | گروه سازنده       | گروه سازنده       | گروه سازنده       | گروه سازنده       | گروه سازنده       | گروه سازنده       | گروه سازنده       | گروه سازنده       | ۱۰۰۰    | ۱۰۰۰    | ۱۰۰۰    | ۱۰۰۰    | ۱۰۰۰    | ۱۰۰۰    | ۱۰۰۰    | ۱۰۰۰    | ۱۰۰۰    | ۱۰۰۰    | ۲۰۰۰    | ۲۰۰۰    | ۲۰۰۰    | ۲۰۰۰    | ۲۰۰۰    | ۲۰۰۰    | ۲۰۰۰    | ۲۰۰۰    | ۲۰۰۰    | ۲۰۰۰    | ۳۰۰۰    | ۳۰۰۰    | ۳۰۰۰    | ۳۰۰۰    | ۳۰۰۰    | ۳۰۰۰         | ۳۰۰۰         | ۳۰۰۰         | ۳۰۰۰         | ۳۰۰۰         | ۴۰۰۰         | ۴۰۰۰         | ۴۰۰۰         | ۴۰۰۰         | ۴۰۰۰         | ۴۰۰۰         | ۴۰۰۰         | ۴۰۰۰         | ۴۰۰۰         | ۴۰۰۰         | ۵۰۰۰         | ۵۰۰۰         | ۵۰۰۰         | ۵۰۰۰         | ۵۰۰۰         | ۵۰۰۰         | ۵۰۰۰         | ۵۰۰۰         | ۵۰۰۰         | ۵۰۰۰         | ۶۰۰۰           | ۶۰۰۰           | ۶۰۰۰           | ۶۰۰۰           | ۶۰۰۰           | ۶۰۰۰           | ۶۰۰۰           | ۶۰۰۰           | ۶۰۰۰           | ۶۰۰۰           | ۷۰۰۰           | ۷۰۰۰           | ۷۰۰۰           | ۷۰۰۰           | ۷۰۰۰           | ۷۰۰۰           | ۷۰۰۰           | ۷۰۰۰           | ۷۰۰۰           | ۷۰۰۰           | ۸۰۰۰           | ۸۰۰۰           | ۸۰۰۰           | ۸۰۰۰           | ۸۰۰۰           | ۸۰۰۰   | ۸۰۰۰   | ۸۰۰۰   | ۸۰۰۰   | ۸۰۰۰   | ۹۰۰۰   | ۹۰۰۰   | ۹۰۰۰   | ۹۰۰۰   | ۹۰۰۰   | ۹۰۰۰   | ۹۰۰۰   | ۹۰۰۰   | ۹۰۰۰   | ۹۰۰۰   | ۱۰۰۰۰  | ۱۰۰۰۰  | ۱۰۰۰۰  | ۱۰۰۰۰  | ۱۰۰۰۰  | ۱۰۰۰۰  | ۱۰۰۰۰  | ۱۰۰۰۰  | ۱۰۰۰۰  | ۱۰۰۰۰  |
| جنرال موتورز | جنرال موتورز      | جنرال موتورز      | جنرال موتورز      | جنرال موتورز      | جنرال موتورز      | جنرال موتورز      | جنرال موتورز      | جنرال موتورز      | جنرال موتورز      | جنرال موتورز      | جنرال موتورز      | جنرال موتورز      | جنرال موتورز      | جنرال موتورز      | جنرال موتورز      | جنرال موتورز      | جنرال موتورز      | جنرال موتورز      | جنرال موتورز      |         |         |         |         |         |         |         |         |         |         |         |         |         |         |         |         |         |         |         |         |         |         |         |         |         |              |              |              |              |              |              |              |              |              |              |              |              |              |              |              |              |              |              |              |              |              |              |              |              |              |                |                |                |                |                |                |                |                |                |                |                |                |                |                |                |                |                |                |                |                |                |                |                |                |                |        |        |        |        |        |        |        |        |        |        |        |        |        |        | ۸۹۲۶   | ۸۹۲۶   | ۸۹۲۶   | ۸۹۲۶   | ۸۹۲۶   | ۸۹۲۶   | ۸۹۲۶   | ۸۹۲۶   | ۸۹۲۶   | ۸۹۲۶   | ۸۹۲۶   |
| تویوتا | تویوتا            | تویوتا            | تویوتا            | تویوتا            | تویوتا            | تویوتا            | تویوتا            | تویوتا            | تویوتا            | تویوتا            | تویوتا            | تویوتا            | تویوتا            | تویوتا            | تویوتا            | تویوتا            | تویوتا            | تویوتا            | تویوتا            |         |         |         |         |         |         |         |         |         |         |         |         |         |         |         |         |         |         |         |         |         |         |         |         |         |              |              |              |              |              |              |              |              |              |              |              |              |              |              |              |              |              |              |              |              |              |              |              |              |              |                |                |                |                |                |                |                |                |                |                |                |                |                |                |                |                |                |                |                |                |                |                |                |                |                |        |        |        |        |        | ۸۰۳۶   | ۸۰۳۶   | ۸۰۳۶   | ۸۰۳۶   | ۸۰۳۶   | ۸۰۳۶   | ۸۰۳۶   | ۸۰۳۶   | ۸۰۳۶   | ۸۰۳۶   | ۸۰۳۶   | ۸۰۳۶   | ۸۰۳۶   | ۸۰۳۶   | ۸۰۳۶   | ۸۰۳۶   | ۸۰۳۶   | ۸۰۳۶   | ۸۰۳۶   | ۸۰۳۶   |
| فورد | فورد              | فورد              | فورد              | فورد              | فورد              | فورد              | فورد              | فورد              | فورد              | فورد              | فورد              | فورد              | فورد              | فورد              | فورد              | فورد              | فورد              | فورد              | فورد              |         |         |         |         |         |         |         |         |         |         |         |         |         |         |         |         |         |         |         |         |         |         |         |         |         |              |              |              |              |              |              |              |              |              |              |              |              |              |              |              |              |              |              |              |              |              |              |              |              |              |                |                |                |                |                |                |                |                |                |                |                |                |                | ۶۲۶۸           | ۶۲۶۸           | ۶۲۶۸           | ۶۲۶۸           | ۶۲۶۸           | ۶۲۶۸           | ۶۲۶۸           | ۶۲۶۸           | ۶۲۶۸           | ۶۲۶۸           | ۶۲۶۸           | ۶۲۶۸           | ۶۲۶۸   | ۶۲۶۸   | ۶۲۶۸   | ۶۲۶۸   | ۶۲۶۸   | ۶۲۶۸   | ۶۲۶۸   | ۶۲۶۸   | ۶۲۶۸   | ۶۲۶۸   | ۶۲۶۸   | ۶۲۶۸   | ۶۲۶۸   | ۶۲۶۸   | ۶۲۶۸   | ۶۲۶۸   | ۶۲۶۸   | ۶۲۶۸   | ۶۲۶۸   | ۶۲۶۸   | ۶۲۶۸   | ۶۲۶۸   | ۶۲۶۸   | ۶۲۶۸   | ۶۲۶۸   |
| فولکس‌واگن | فولکس‌واگن         | فولکس‌واگن         | فولکس‌واگن         | فولکس‌واگن         | فولکس‌واگن         | فولکس‌واگن         | فولکس‌واگن         | فولکس‌واگن         | فولکس‌واگن         | فولکس‌واگن         | فولکس‌واگن         | فولکس‌واگن         | فولکس‌واگن         | فولکس‌واگن         | فولکس‌واگن         | فولکس‌واگن         | فولکس‌واگن         | فولکس‌واگن         | فولکس‌واگن         |         |         |         |         |         |         |         |         |         |         |         |         |         |         |         |         |         |         |         |         |         |         |         |         |         |              |              |              |              |              |              |              |              |              |              |              |              |              |              |              |              |              |              |              |              |              |              |              |              |              |                |                |                |                |                |                | ۵۶۸۵           | ۵۶۸۵           | ۵۶۸۵           | ۵۶۸۵           | ۵۶۸۵           | ۵۶۸۵           | ۵۶۸۵           | ۵۶۸۵           | ۵۶۸۵           | ۵۶۸۵           | ۵۶۸۵           | ۵۶۸۵           | ۵۶۸۵           | ۵۶۸۵           | ۵۶۸۵           | ۵۶۸۵           | ۵۶۸۵           | ۵۶۸۵           | ۵۶۸۵           | ۵۶۸۵   | ۵۶۸۵   | ۵۶۸۵   | ۵۶۸۵   | ۵۶۸۵   | ۵۶۸۵   | ۵۶۸۵   | ۵۶۸۵   | ۵۶۸۵   | ۵۶۸۵   | ۵۶۸۵   | ۵۶۸۵   | ۵۶۸۵   | ۵۶۸۵   | ۵۶۸۵   | ۵۶۸۵   | ۵۶۸۵   | ۵۶۸۵   | ۵۶۸۵   | ۵۶۸۵   | ۵۶۸۵   | ۵۶۸۵   | ۵۶۸۵   | ۵۶۸۵   | ۵۶۸۵   |
| هوندا | هوندا             | هوندا             | هوندا             | هوندا             | هوندا             | هوندا             | هوندا             | هوندا             | هوندا             | هوندا             | هوندا             | هوندا             | هوندا             | هوندا             | هوندا             | هوندا             | هوندا             | هوندا             | هوندا             |         |         |         |         |         |         |         |         |         |         |         |         |         |         |         |         |         |         |         |         |         |         |         |         |         |              |              |              |              |              |              |              |              |              |              |              | ۳۶۷۰         | ۳۶۷۰         | ۳۶۷۰         | ۳۶۷۰         | ۳۶۷۰         | ۳۶۷۰         | ۳۶۷۰         | ۳۶۷۰         | ۳۶۷۰         | ۳۶۷۰         | ۳۶۷۰         | ۳۶۷۰         | ۳۶۷۰         | ۳۶۷۰         | ۳۶۷۰           | ۳۶۷۰           | ۳۶۷۰           | ۳۶۷۰           | ۳۶۷۰           | ۳۶۷۰           | ۳۶۷۰           | ۳۶۷۰           | ۳۶۷۰           | ۳۶۷۰           | ۳۶۷۰           | ۳۶۷۰           | ۳۶۷۰           | ۳۶۷۰           | ۳۶۷۰           | ۳۶۷۰           | ۳۶۷۰           | ۳۶۷۰           | ۳۶۷۰           | ۳۶۷۰           | ۳۶۷۰           | ۳۶۷۰           | ۳۶۷۰           | ۳۶۷۰           | ۳۶۷۰           | ۳۶۷۰   | ۳۶۷۰   | ۳۶۷۰   | ۳۶۷۰   | ۳۶۷۰   | ۳۶۷۰   | ۳۶۷۰   | ۳۶۷۰   | ۳۶۷۰   | ۳۶۷۰   | ۳۶۷۰   | ۳۶۷۰   | ۳۶۷۰   | ۳۶۷۰   | ۳۶۷۰   | ۳۶۷۰   | ۳۶۷۰   | ۳۶۷۰   | ۳۶۷۰   | ۳۶۷۰   | ۳۶۷۰   | ۳۶۷۰   | ۳۶۷۰   | ۳۶۷۰   | ۳۶۷۰   |
| پژو-سیتروئن (PSA) | پژو-سیتروئن (PSA) | پژو-سیتروئن (PSA) | پژو-سیتروئن (PSA) | پژو-سیتروئن (PSA) | پژو-سیتروئن (PSA) | پژو-سیتروئن (PSA) | پژو-سیتروئن (PSA) | پژو-سیتروئن (PSA) | پژو-سیتروئن (PSA) | پژو-سیتروئن (PSA) | پژو-سیتروئن (PSA) | پژو-سیتروئن (PSA) | پژو-سیتروئن (PSA) | پژو-سیتروئن (PSA) | پژو-سیتروئن (PSA) | پژو-سیتروئن (PSA) | پژو-سیتروئن (PSA) | پژو-سیتروئن (PSA) | پژو-سیتروئن (PSA) |         |         |         |         |         |         |         |         |         |         |         |         |         |         |         |         |         |         |         |         |         |         |         |         |         |              |              |              |              |              |              |              |              |              | ۳۳۵۷         | ۳۳۵۷         | ۳۳۵۷         | ۳۳۵۷         | ۳۳۵۷         | ۳۳۵۷         | ۳۳۵۷         | ۳۳۵۷         | ۳۳۵۷         | ۳۳۵۷         | ۳۳۵۷         | ۳۳۵۷         | ۳۳۵۷         | ۳۳۵۷         | ۳۳۵۷         | ۳۳۵۷         | ۳۳۵۷           | ۳۳۵۷           | ۳۳۵۷           | ۳۳۵۷           | ۳۳۵۷           | ۳۳۵۷           | ۳۳۵۷           | ۳۳۵۷           | ۳۳۵۷           | ۳۳۵۷           | ۳۳۵۷           | ۳۳۵۷           | ۳۳۵۷           | ۳۳۵۷           | ۳۳۵۷           | ۳۳۵۷           | ۳۳۵۷           | ۳۳۵۷           | ۳۳۵۷           | ۳۳۵۷           | ۳۳۵۷           | ۳۳۵۷           | ۳۳۵۷           | ۳۳۵۷           | ۳۳۵۷           | ۳۳۵۷   | ۳۳۵۷   | ۳۳۵۷   | ۳۳۵۷   | ۳۳۵۷   | ۳۳۵۷   | ۳۳۵۷   | ۳۳۵۷   | ۳۳۵۷   | ۳۳۵۷   | ۳۳۵۷   | ۳۳۵۷   | ۳۳۵۷   | ۳۳۵۷   | ۳۳۵۷   | ۳۳۵۷   | ۳۳۵۷   | ۳۳۵۷   | ۳۳۵۷   | ۳۳۵۷   | ۳۳۵۷   | ۳۳۵۷   | ۳۳۵۷   | ۳۳۵۷   | ۳۳۵۷   |
| نیسان | نیسان             | نیسان             | نیسان             | نیسان             | نیسان             | نیسان             | نیسان             | نیسان             | نیسان             | نیسان             | نیسان             | نیسان             | نیسان             | نیسان             | نیسان             | نیسان             | نیسان             | نیسان             | نیسان             |         |         |         |         |         |         |         |         |         |         |         |         |         |         |         |         |         |         |         |         |         |         |         |         |         |              |              |              |              |              |              |              | ۳۲۲۳         | ۳۲۲۳         | ۳۲۲۳         | ۳۲۲۳         | ۳۲۲۳         | ۳۲۲۳         | ۳۲۲۳         | ۳۲۲۳         | ۳۲۲۳         | ۳۲۲۳         | ۳۲۲۳         | ۳۲۲۳         | ۳۲۲۳         | ۳۲۲۳         | ۳۲۲۳         | ۳۲۲۳         | ۳۲۲۳         | ۳۲۲۳         | ۳۲۲۳           | ۳۲۲۳           | ۳۲۲۳           | ۳۲۲۳           | ۳۲۲۳           | ۳۲۲۳           | ۳۲۲۳           | ۳۲۲۳           | ۳۲۲۳           | ۳۲۲۳           | ۳۲۲۳           | ۳۲۲۳           | ۳۲۲۳           | ۳۲۲۳           | ۳۲۲۳           | ۳۲۲۳           | ۳۲۲۳           | ۳۲۲۳           | ۳۲۲۳           | ۳۲۲۳           | ۳۲۲۳           | ۳۲۲۳           | ۳۲۲۳           | ۳۲۲۳           | ۳۲۲۳           | ۳۲۲۳   | ۳۲۲۳   | ۳۲۲۳   | ۳۲۲۳   | ۳۲۲۳   | ۳۲۲۳   | ۳۲۲۳   | ۳۲۲۳   | ۳۲۲۳   | ۳۲۲۳   | ۳۲۲۳   | ۳۲۲۳   | ۳۲۲۳   | ۳۲۲۳   | ۳۲۲۳   | ۳۲۲۳   | ۳۲۲۳   | ۳۲۲۳   | ۳۲۲۳   | ۳۲۲۳   | ۳۲۲۳   | ۳۲۲۳   | ۳۲۲۳   | ۳۲۲۳   | ۳۲۲۳   |
| کرایسلر | کرایسلر           | کرایسلر           | کرایسلر           | کرایسلر           | کرایسلر           | کرایسلر           | کرایسلر           | کرایسلر           | کرایسلر           | کرایسلر           | کرایسلر           | کرایسلر           | کرایسلر           | کرایسلر           | کرایسلر           | کرایسلر           | کرایسلر           | کرایسلر           | کرایسلر           |         |         |         |         |         |         |         |         |         |         |         |         |         |         |         |         |         |         |         |         |         |         |         |         |         | ۲۵۴۵         | ۲۵۴۵         | ۲۵۴۵         | ۲۵۴۵         | ۲۵۴۵         | ۲۵۴۵         | ۲۵۴۵         | ۲۵۴۵         | ۲۵۴۵         | ۲۵۴۵         | ۲۵۴۵         | ۲۵۴۵         | ۲۵۴۵         | ۲۵۴۵         | ۲۵۴۵         | ۲۵۴۵         | ۲۵۴۵         | ۲۵۴۵         | ۲۵۴۵         | ۲۵۴۵         | ۲۵۴۵         | ۲۵۴۵         | ۲۵۴۵         | ۲۵۴۵         | ۲۵۴۵         | ۲۵۴۵           | ۲۵۴۵           | ۲۵۴۵           | ۲۵۴۵           | ۲۵۴۵           | ۲۵۴۵           | ۲۵۴۵           | ۲۵۴۵           | ۲۵۴۵           | ۲۵۴۵           | ۲۵۴۵           | ۲۵۴۵           | ۲۵۴۵           | ۲۵۴۵           | ۲۵۴۵           | ۲۵۴۵           | ۲۵۴۵           | ۲۵۴۵           | ۲۵۴۵           | ۲۵۴۵           | ۲۵۴۵           | ۲۵۴۵           | ۲۵۴۵           | ۲۵۴۵           | ۲۵۴۵           | ۲۵۴۵   | ۲۵۴۵   | ۲۵۴۵   | ۲۵۴۵   | ۲۵۴۵   | ۲۵۴۵   | ۲۵۴۵   | ۲۵۴۵   | ۲۵۴۵   | ۲۵۴۵   | ۲۵۴۵   | ۲۵۴۵   | ۲۵۴۵   | ۲۵۴۵   | ۲۵۴۵   | ۲۵۴۵   | ۲۵۴۵   | ۲۵۴۵   | ۲۵۴۵   | ۲۵۴۵   | ۲۵۴۵   | ۲۵۴۵   | ۲۵۴۵   | ۲۵۴۵   | ۲۵۴۵   |
| رنو | رنو               | رنو               | رنو               | رنو               | رنو               | رنو               | رنو               | رنو               | رنو               | رنو               | رنو               | رنو               | رنو               | رنو               | رنو               | رنو               | رنو               | رنو               | رنو               |         |         |         |         |         |         |         |         |         |         |         |         |         |         |         |         |         |         |         |         |         |         |         |         |         | ۲۴۹۲         | ۲۴۹۲         | ۲۴۹۲         | ۲۴۹۲         | ۲۴۹۲         | ۲۴۹۲         | ۲۴۹۲         | ۲۴۹۲         | ۲۴۹۲         | ۲۴۹۲         | ۲۴۹۲         | ۲۴۹۲         | ۲۴۹۲         | ۲۴۹۲         | ۲۴۹۲         | ۲۴۹۲         | ۲۴۹۲         | ۲۴۹۲         | ۲۴۹۲         | ۲۴۹۲         | ۲۴۹۲         | ۲۴۹۲         | ۲۴۹۲         | ۲۴۹۲         | ۲۴۹۲         | ۲۴۹۲           | ۲۴۹۲           | ۲۴۹۲           | ۲۴۹۲           | ۲۴۹۲           | ۲۴۹۲           | ۲۴۹۲           | ۲۴۹۲           | ۲۴۹۲           | ۲۴۹۲           | ۲۴۹۲           | ۲۴۹۲           | ۲۴۹۲           | ۲۴۹۲           | ۲۴۹۲           | ۲۴۹۲           | ۲۴۹۲           | ۲۴۹۲           | ۲۴۹۲           | ۲۴۹۲           | ۲۴۹۲           | ۲۴۹۲           | ۲۴۹۲           | ۲۴۹۲           | ۲۴۹۲           | ۲۴۹۲   | ۲۴۹۲   | ۲۴۹۲   | ۲۴۹۲   | ۲۴۹۲   | ۲۴۹۲   | ۲۴۹۲   | ۲۴۹۲   | ۲۴۹۲   | ۲۴۹۲   | ۲۴۹۲   | ۲۴۹۲   | ۲۴۹۲   | ۲۴۹۲   | ۲۴۹۲   | ۲۴۹۲   | ۲۴۹۲   | ۲۴۹۲   | ۲۴۹۲   | ۲۴۹۲   | ۲۴۹۲   | ۲۴۹۲   | ۲۴۹۲   | ۲۴۹۲   | ۲۴۹۲   |
| هیوندای | هیوندای           | هیوندای           | هیوندای           | هیوندای           | هیوندای           | هیوندای           | هیوندای           | هیوندای           | هیوندای           | هیوندای           | هیوندای           | هیوندای           | هیوندای           | هیوندای           | هیوندای           | هیوندای           | هیوندای           | هیوندای           | هیوندای           |         |         |         |         |         |         |         |         |         |         |         |         |         |         |         |         |         |         |         |         |         |         |         |         | ۲۴۶۳    | ۲۴۶۳         | ۲۴۶۳         | ۲۴۶۳         | ۲۴۶۳         | ۲۴۶۳         | ۲۴۶۳         | ۲۴۶۳         | ۲۴۶۳         | ۲۴۶۳         | ۲۴۶۳         | ۲۴۶۳         | ۲۴۶۳         | ۲۴۶۳         | ۲۴۶۳         | ۲۴۶۳         | ۲۴۶۳         | ۲۴۶۳         | ۲۴۶۳         | ۲۴۶۳         | ۲۴۶۳         | ۲۴۶۳         | ۲۴۶۳         | ۲۴۶۳         | ۲۴۶۳         | ۲۴۶۳         | ۲۴۶۳           | ۲۴۶۳           | ۲۴۶۳           | ۲۴۶۳           | ۲۴۶۳           | ۲۴۶۳           | ۲۴۶۳           | ۲۴۶۳           | ۲۴۶۳           | ۲۴۶۳           | ۲۴۶۳           | ۲۴۶۳           | ۲۴۶۳           | ۲۴۶۳           | ۲۴۶۳           | ۲۴۶۳           | ۲۴۶۳           | ۲۴۶۳           | ۲۴۶۳           | ۲۴۶۳           | ۲۴۶۳           | ۲۴۶۳           | ۲۴۶۳           | ۲۴۶۳           | ۲۴۶۳           | ۲۴۶۳   | ۲۴۶۳   | ۲۴۶۳   | ۲۴۶۳   | ۲۴۶۳   | ۲۴۶۳   | ۲۴۶۳   | ۲۴۶۳   | ۲۴۶۳   | ۲۴۶۳   | ۲۴۶۳   | ۲۴۶۳   | ۲۴۶۳   | ۲۴۶۳   | ۲۴۶۳   | ۲۴۶۳   | ۲۴۶۳   | ۲۴۶۳   | ۲۴۶۳   | ۲۴۶۳   | ۲۴۶۳   | ۲۴۶۳   | ۲۴۶۳   | ۲۴۶۳   | ۲۴۶۳   |
| فیات | فیات              | فیات              | فیات              | فیات              | فیات              | فیات              | فیات              | فیات              | فیات              | فیات              | فیات              | فیات              | فیات              | فیات              | فیات              | فیات              | فیات              | فیات              | فیات              |         |         |         |         |         |         |         |         |         |         |         |         |         |         |         |         |         |         |         |         |         |         |         |         | ۲۳۱۸    | ۲۳۱۸         | ۲۳۱۸         | ۲۳۱۸         | ۲۳۱۸         | ۲۳۱۸         | ۲۳۱۸         | ۲۳۱۸         | ۲۳۱۸         | ۲۳۱۸         | ۲۳۱۸         | ۲۳۱۸         | ۲۳۱۸         | ۲۳۱۸         | ۲۳۱۸         | ۲۳۱۸         | ۲۳۱۸         | ۲۳۱۸         | ۲۳۱۸         | ۲۳۱۸         | ۲۳۱۸         | ۲۳۱۸         | ۲۳۱۸         | ۲۳۱۸         | ۲۳۱۸         | ۲۳۱۸         | ۲۳۱۸           | ۲۳۱۸           | ۲۳۱۸           | ۲۳۱۸           | ۲۳۱۸           | ۲۳۱۸           | ۲۳۱۸           | ۲۳۱۸           | ۲۳۱۸           | ۲۳۱۸           | ۲۳۱۸           | ۲۳۱۸           | ۲۳۱۸           | ۲۳۱۸           | ۲۳۱۸           | ۲۳۱۸           | ۲۳۱۸           | ۲۳۱۸           | ۲۳۱۸           | ۲۳۱۸           | ۲۳۱۸           | ۲۳۱۸           | ۲۳۱۸           | ۲۳۱۸           | ۲۳۱۸           | ۲۳۱۸   | ۲۳۱۸   | ۲۳۱۸   | ۲۳۱۸   | ۲۳۱۸   | ۲۳۱۸   | ۲۳۱۸   | ۲۳۱۸   | ۲۳۱۸   | ۲۳۱۸   | ۲۳۱۸   | ۲۳۱۸   | ۲۳۱۸   | ۲۳۱۸   | ۲۳۱۸   | ۲۳۱۸   | ۲۳۱۸   | ۲۳۱۸   | ۲۳۱۸   | ۲۳۱۸   | ۲۳۱۸   | ۲۳۱۸   | ۲۳۱۸   | ۲۳۱۸   | ۲۳۱۸   |
| سوزوکی | سوزوکی            | سوزوکی            | سوزوکی            | سوزوکی            | سوزوکی            | سوزوکی            | سوزوکی            | سوزوکی            | سوزوکی            | سوزوکی            | سوزوکی            | سوزوکی            | سوزوکی            | سوزوکی            | سوزوکی            | سوزوکی            | سوزوکی            | سوزوکی            | سوزوکی            |         |         |         |         |         |         |         |         |         |         |         |         |         |         |         |         |         |         |         |         |         |         |         | ۲۲۹۷    | ۲۲۹۷    | ۲۲۹۷         | ۲۲۹۷         | ۲۲۹۷         | ۲۲۹۷         | ۲۲۹۷         | ۲۲۹۷         | ۲۲۹۷         | ۲۲۹۷         | ۲۲۹۷         | ۲۲۹۷         | ۲۲۹۷         | ۲۲۹۷         | ۲۲۹۷         | ۲۲۹۷         | ۲۲۹۷         | ۲۲۹۷         | ۲۲۹۷         | ۲۲۹۷         | ۲۲۹۷         | ۲۲۹۷         | ۲۲۹۷         | ۲۲۹۷         | ۲۲۹۷         | ۲۲۹۷         | ۲۲۹۷         | ۲۲۹۷           | ۲۲۹۷           | ۲۲۹۷           | ۲۲۹۷           | ۲۲۹۷           | ۲۲۹۷           | ۲۲۹۷           | ۲۲۹۷           | ۲۲۹۷           | ۲۲۹۷           | ۲۲۹۷           | ۲۲۹۷           | ۲۲۹۷           | ۲۲۹۷           | ۲۲۹۷           | ۲۲۹۷           | ۲۲۹۷           | ۲۲۹۷           | ۲۲۹۷           | ۲۲۹۷           | ۲۲۹۷           | ۲۲۹۷           | ۲۲۹۷           | ۲۲۹۷           | ۲۲۹۷           | ۲۲۹۷   | ۲۲۹۷   | ۲۲۹۷   | ۲۲۹۷   | ۲۲۹۷   | ۲۲۹۷   | ۲۲۹۷   | ۲۲۹۷   | ۲۲۹۷   | ۲۲۹۷   | ۲۲۹۷   | ۲۲۹۷   | ۲۲۹۷   | ۲۲۹۷   | ۲۲۹۷   | ۲۲۹۷   | ۲۲۹۷   | ۲۲۹۷   | ۲۲۹۷   | ۲۲۹۷   | ۲۲۹۷   | ۲۲۹۷   | ۲۲۹۷   | ۲۲۹۷   | ۲۲۹۷   |
| دایملر | دایملر            | دایملر            | دایملر            | دایملر            | دایملر            | دایملر            | دایملر            | دایملر            | دایملر            | دایملر            | دایملر            | دایملر            | دایملر            | دایملر            | دایملر            | دایملر            | دایملر            | دایملر            | دایملر            |         |         |         |         |         |         |         |         |         |         |         |         |         |         |         |         |         |         |         |         |         | ۲۰۴۵    | ۲۰۴۵    | ۲۰۴۵    | ۲۰۴۵    | ۲۰۴۵         | ۲۰۴۵         | ۲۰۴۵         | ۲۰۴۵         | ۲۰۴۵         | ۲۰۴۵         | ۲۰۴۵         | ۲۰۴۵         | ۲۰۴۵         | ۲۰۴۵         | ۲۰۴۵         | ۲۰۴۵         | ۲۰۴۵         | ۲۰۴۵         | ۲۰۴۵         | ۲۰۴۵         | ۲۰۴۵         | ۲۰۴۵         | ۲۰۴۵         | ۲۰۴۵         | ۲۰۴۵         | ۲۰۴۵         | ۲۰۴۵         | ۲۰۴۵         | ۲۰۴۵         | ۲۰۴۵           | ۲۰۴۵           | ۲۰۴۵           | ۲۰۴۵           | ۲۰۴۵           | ۲۰۴۵           | ۲۰۴۵           | ۲۰۴۵           | ۲۰۴۵           | ۲۰۴۵           | ۲۰۴۵           | ۲۰۴۵           | ۲۰۴۵           | ۲۰۴۵           | ۲۰۴۵           | ۲۰۴۵           | ۲۰۴۵           | ۲۰۴۵           | ۲۰۴۵           | ۲۰۴۵           | ۲۰۴۵           | ۲۰۴۵           | ۲۰۴۵           | ۲۰۴۵           | ۲۰۴۵           | ۲۰۴۵   | ۲۰۴۵   | ۲۰۴۵   | ۲۰۴۵   | ۲۰۴۵   | ۲۰۴۵   | ۲۰۴۵   | ۲۰۴۵   | ۲۰۴۵   | ۲۰۴۵   | ۲۰۴۵   | ۲۰۴۵   | ۲۰۴۵   | ۲۰۴۵   | ۲۰۴۵   | ۲۰۴۵   | ۲۰۴۵   | ۲۰۴۵   | ۲۰۴۵   | ۲۰۴۵   | ۲۰۴۵   | ۲۰۴۵   | ۲۰۴۵   | ۲۰۴۵   | ۲۰۴۵   |
| مزدا | مزدا              | مزدا              | مزدا              | مزدا              | مزدا              | مزدا              | مزدا              | مزدا              | مزدا              | مزدا              | مزدا              | مزدا              | مزدا              | مزدا              | مزدا              | مزدا              | مزدا              | مزدا              | مزدا              |         |         |         |         |         |         |         |         |         |         |         |         |         |         | ۱۳۹۶    | ۱۳۹۶    | ۱۳۹۶    | ۱۳۹۶    | ۱۳۹۶    | ۱۳۹۶    | ۱۳۹۶    | ۱۳۹۶    | ۱۳۹۶    | ۱۳۹۶    | ۱۳۹۶    | ۱۳۹۶         | ۱۳۹۶         | ۱۳۹۶         | ۱۳۹۶         | ۱۳۹۶         | ۱۳۹۶         | ۱۳۹۶         | ۱۳۹۶         | ۱۳۹۶         | ۱۳۹۶         | ۱۳۹۶         | ۱۳۹۶         | ۱۳۹۶         | ۱۳۹۶         | ۱۳۹۶         | ۱۳۹۶         | ۱۳۹۶         | ۱۳۹۶         | ۱۳۹۶         | ۱۳۹۶         | ۱۳۹۶         | ۱۳۹۶         | ۱۳۹۶         | ۱۳۹۶         | ۱۳۹۶         | ۱۳۹۶           | ۱۳۹۶           | ۱۳۹۶           | ۱۳۹۶           | ۱۳۹۶           | ۱۳۹۶           | ۱۳۹۶           | ۱۳۹۶           | ۱۳۹۶           | ۱۳۹۶           | ۱۳۹۶           | ۱۳۹۶           | ۱۳۹۶           | ۱۳۹۶           | ۱۳۹۶           | ۱۳۹۶           | ۱۳۹۶           | ۱۳۹۶           | ۱۳۹۶           | ۱۳۹۶           | ۱۳۹۶           | ۱۳۹۶           | ۱۳۹۶           | ۱۳۹۶           | ۱۳۹۶           | ۱۳۹۶   | ۱۳۹۶   | ۱۳۹۶   | ۱۳۹۶   | ۱۳۹۶   | ۱۳۹۶   | ۱۳۹۶   | ۱۳۹۶   | ۱۳۹۶   | ۱۳۹۶   | ۱۳۹۶   | ۱۳۹۶   | ۱۳۹۶   | ۱۳۹۶   | ۱۳۹۶   | ۱۳۹۶   | ۱۳۹۶   | ۱۳۹۶   | ۱۳۹۶   | ۱۳۹۶   | ۱۳۹۶   | ۱۳۹۶   | ۱۳۹۶   | ۱۳۹۶   | ۱۳۹۶   |
| کیا | کیا               | کیا               | کیا               | کیا               | کیا               | کیا               | کیا               | کیا               | کیا               | کیا               | کیا               | کیا               | کیا               | کیا               | کیا               | کیا               | کیا               | کیا               | کیا               |         |         |         |         |         |         |         |         |         |         |         |         |         |         | ۱۳۸۲    | ۱۳۸۲    | ۱۳۸۲    | ۱۳۸۲    | ۱۳۸۲    | ۱۳۸۲    | ۱۳۸۲    | ۱۳۸۲    | ۱۳۸۲    | ۱۳۸۲    | ۱۳۸۲    | ۱۳۸۲         | ۱۳۸۲         | ۱۳۸۲         | ۱۳۸۲         | ۱۳۸۲         | ۱۳۸۲         | ۱۳۸۲         | ۱۳۸۲         | ۱۳۸۲         | ۱۳۸۲         | ۱۳۸۲         | ۱۳۸۲         | ۱۳۸۲         | ۱۳۸۲         | ۱۳۸۲         | ۱۳۸۲         | ۱۳۸۲         | ۱۳۸۲         | ۱۳۸۲         | ۱۳۸۲         | ۱۳۸۲         | ۱۳۸۲         | ۱۳۸۲         | ۱۳۸۲         | ۱۳۸۲         | ۱۳۸۲           | ۱۳۸۲           | ۱۳۸۲           | ۱۳۸۲           | ۱۳۸۲           | ۱۳۸۲           | ۱۳۸۲           | ۱۳۸۲           | ۱۳۸۲           | ۱۳۸۲           | ۱۳۸۲           | ۱۳۸۲           | ۱۳۸۲           | ۱۳۸۲           | ۱۳۸۲           | ۱۳۸۲           | ۱۳۸۲           | ۱۳۸۲           | ۱۳۸۲           | ۱۳۸۲           | ۱۳۸۲           | ۱۳۸۲           | ۱۳۸۲           | ۱۳۸۲           | ۱۳۸۲           | ۱۳۸۲   | ۱۳۸۲   | ۱۳۸۲   | ۱۳۸۲   | ۱۳۸۲   | ۱۳۸۲   | ۱۳۸۲   | ۱۳۸۲   | ۱۳۸۲   | ۱۳۸۲   | ۱۳۸۲   | ۱۳۸۲   | ۱۳۸۲   | ۱۳۸۲   | ۱۳۸۲   | ۱۳۸۲   | ۱۳۸۲   | ۱۳۸۲   | ۱۳۸۲   | ۱۳۸۲   | ۱۳۸۲   | ۱۳۸۲   | ۱۳۸۲   | ۱۳۸۲   | ۱۳۸۲   |
| کلید | کلید              | کلید              | کلید              | کلید              | کلید              | کلید              | کلید              | کلید              | کلید              | کلید              | کلید              | کلید              | کلید              | کلید              | کلید              | کلید              | کلید              | کلید              | کلید              | خودروها | خودروها | خودروها | خودروها | خودروها | خودروها | خودروها | خودروها | خودروها | خودروها | خودروها | خودروها | خودروها | خودروها | خودروها | خودروها | خودروها | خودروها | خودروها | خودروها | خودروها | خودروها | خودروها | خودروها | خودروها | خودروهای سبک | خودروهای سبک | خودروهای سبک | خودروهای سبک | خودروهای سبک | خودروهای سبک | خودروهای سبک | خودروهای سبک | خودروهای سبک | خودروهای سبک | خودروهای سبک | خودروهای سبک | خودروهای سبک | خودروهای سبک | خودروهای سبک | خودروهای سبک | خودروهای سبک | خودروهای سبک | خودروهای سبک | خودروهای سبک | خودروهای سبک | خودروهای سبک | خودروهای سبک | خودروهای سبک | خودروهای سبک | خودروهای سنگین | خودروهای سنگین | خودروهای سنگین | خودروهای سنگین | خودروهای سنگین | خودروهای سنگین | خودروهای سنگین | خودروهای سنگین | خودروهای سنگین | خودروهای سنگین | خودروهای سنگین | خودروهای سنگین | خودروهای سنگین | خودروهای سنگین | خودروهای سنگین | خودروهای سنگین | خودروهای سنگین | خودروهای سنگین | خودروهای سنگین | خودروهای سنگین | خودروهای سنگین | خودروهای سنگین | خودروهای سنگین | خودروهای سنگین | خودروهای سنگین | اتوبوس | اتوبوس | اتوبوس | اتوبوس | اتوبوس | اتوبوس | اتوبوس | اتوبوس | اتوبوس | اتوبوس | اتوبوس | اتوبوس | اتوبوس | اتوبوس | اتوبوس | اتوبوس | اتوبوس | اتوبوس | اتوبوس | اتوبوس | اتوبوس | اتوبوس | اتوبوس | اتوبوس | اتوبوس |
| کل تولیدات جهانی: ۶۸۳۴۰ |                   |                   |                   |                   |                   |                   |                   |                   |                   |                   |                   |                   |                   |                   |                   |                   |                   |                   |                   |         |         |         |         |         |         |         |         |         |         |         |         |         |         |         |         |         |         |         |         |         |         |         |         |         |              |              |              |              |              |              |              |              |              |              |              |              |              |              |              |              |              |              |              |              |              |              |              |              |              |                |                |                |                |                |                |                |                |                |                |                |                |                |                |                |                |                |                |                |                |                |                |                |                |                |        |        |        |        |        |        |        |        |        |        |        |        |        |        |        |        |        |        |        |        |        |        |        |        |        |
| مرجع: "World motor vehicle production by manufacturer: World ranking 2006" (PDF), International Organization of Motor Vehicle Manufacturers (به انگلیسی), July 2007 |                   |                   |                   |                   |                   |                   |                   |                   |                   |                   |                   |                   |                   |                   |                   |                   |                   |                   |                   |         |         |         |         |         |         |         |         |         |         |         |         |         |         |         |         |         |         |         |         |         |         |         |         |         |              |              |              |              |              |              |              |              |              |              |              |              |              |              |              |              |              |              |              |              |              |              |              |              |              |                |                |                |                |                |                |                |                |                |                |                |                |                |                |                |                |                |                |                |                |                |                |                |                |                |        |        |        |        |        |        |        |        |        |        |        |        |        |        |        |        |        |        |        |        |        |        |        |        |        |
| |                   |                   |                   |                   |                   |                   |                   |                   |                   |                   |                   |                   |                   |                   |                   |                   |                   |                   |                   |         |         |         |         |         |         |         |         |         |         |         |         |         |         |         |         |         |         |         |         |         |         |         |         |         |              |              |              |              |              |              |              |              |              |              |              |              |              |              |              |              |              |              |              |              |              |              |              |              |              |                |                |                |                |                |                |                |                |                |                |                |                |                |                |                |                |                |                |                |                |                |                |                |                |                |        |        |        |        |        |        |        |        |        |        |        |        |        |        |        |        |        |        |        |        |        |        |        |        |        |

## آمار میزان تولید
- ایران در سال ۲۰۱۵ میلادی ۸۸۴٬۸۶۶ دستگاه خودروی سواری تولید کرده‌است و از نظر شمار خودروی تولیدی در این سال در رتبهٔ ۱۶ام جهان قرار گرفته‌است درحالی‌که ایتالیا تولید ۶۶۳٬۱۳۹ دستگاه خودرو در جایگاه ۲۰ام قرار داشت.[۱۷]
- ایران در سال ۲۰۱۶ میلادی ۱٬۰۷۴٬۰۰۰ خودرو تولید کرد و در جایگاه ۱۴ جهان قرار گرفت درحالی‌که ترکیه با تولید ۹۵۰٬۸۸۸ خودرو در جایگاه ۱۷ جهان قرار گرفت.[۱۸]

آمارها نشان می‌دهد در سال ۹۵ تولید انواع خودروها توسط خودرو سازان داخلی، افزایش داشته‌است به‌طور مثال در ۱۰ ماهه نخست سال ۹۵ یک میلیون و ۷۹ هزار و ۴۶۲ دستگاه خودرو در کشور توسط خودروسازان تولید شده که این آمار در مقایسه با مدت مشابه در سال پیش حدود ۳۸ درصد افزایش داشته‌است.

## فهرست بزرگترین شرکت‌های تولیدی بر پایه درآمد
جدول زیر فهرستی از بزرگترین شرکت های تولیدی خودروی جهان است که بر اساس درآمد طبق اطلاعات Fortune Global 500 در سال ۲۰۲۲ مرتب شده اند:
| خیر | شرکت                | صنعت  | درآمد (میلیارد دلار آمریکا) | مرکز فرماندهی |
| --- | ------------------- | ----- | --------------------------- | ------------- |
| ۱   | گروه فولکس واگن     | خودرو | ۲۵۳٫۹۶۵                     | آلمان         |
| ۲   | گروه مرسدس بنز      | خودرو | ۱۷۵٫۸۲۷                     | آلمان         |
| ۳   | فورد                | خودرو | ۱۲۷٫۱۴۴                     | ایالات متحده  |
| ۴   | هوندا               | خودرو | ۱۲۴٫۲۴۰                     | ژاپن          |
| ۵   | جنرال موتورز        | خودرو | ۱۲۲٫۴۸۵                     | ایالات متحده  |
| ۶   | بی ام و             | خودرو | ۱۱۲٫۷۹۴                     | آلمان         |
| ۷   | سایک موتور          | خودرو | ۱۰۷٫۵۵۵                     | چین           |
| ۸   | گروه فاو            | خودرو | ۱۰۱٫۰۷۵                     | چین           |
| ۹   | شرکت هیوندای موتور  | خودرو | ۸۸٫۱۵۵                      | کره جنوبی     |
| ۱۰  | گروه موتور دانگ فنگ | خودرو | ۸۶٫۸۵                       | چین           |
| ۱۱  | نیسان               | خودرو | ۷۴٫۱۶۹                      | ژاپن          |
| ۱۲  | گروه خودروسازی پکن  | خودرو | ۷۲٫۱۴۷                      | چین           |